# El legado de Judas (álbum)
El legado de Judas es el tercer disco del grupo de Heavy metal español Beethoven R., en él se puede apreciar un cambio en el estilo de la banda, además acompañado por el cambio de vocalista, Kiko Hagall sólo grabó este disco con la banda.

## Contenido del disco
1. El legado de Judas
2. Siempre unidos al rock & roll
3. Larga vida
4. La ley del látigo
5. No permitas que esto llegue al fin
6. El tren de la inocencia
7. Que quieres de mi
8. El amo del harén
9. No puedo esperar
10. Si quieres otro más
11. Viviré

- Datos: Q5825533